# Beer in het verkeer
Beer in het verkeer is een Nederlandstalig kinderboek, geschreven door Paul Biegel in opdracht van zijn uitgever en gepubliceerd in 1989 bij Uitgeverij Holland in Haarlem in het kader van de serie Boektoppers. De eerste editie van het boek, dat verscheen met een aanbeveling van Veilig Verkeer Nederland, werd geïllustreerd door Fred de Heij.